# Região Geográfica Imediata de Viçosa
A Região Geográfica Imediata de Viçosa é uma das 70 regiões imediatas do Estado de Minas Gerais, uma das 10 regiões imediatas que compõem a Região Geográfica Intermediária de Juiz de Fora e uma das 509 regiões imediatas do Brasil, criadas pelo IBGE em 2017.
É composta por 12 municípios, tendo uma população estimada pelo IBGE para 1.º de julho de 2017, de 170 962 habitantes e uma área total de km².

## Municípios
Fonte: IBGE – Cidades
| Município            | População Estimada (2017) | Área (km²) |
| -------------------- | ------------------------- | ---------- |
| Araponga             | 8 544                     | 304.421    |
| Cajuri               | 4 108                     | 83.365     |
| Canaã                | 4 699                     | 175.066    |
| Coimbra              | 7 559                     | 106.834    |
| Ervália              | 19 015                    | 357.071    |
| Paula Cândido        | 9 698                     | 268.740    |
| Pedra do Anta        | 3 270                     | 163.788    |
| Porto Firme          | 11 245                    | 284.777    |
| Presidente Bernardes | 5 562                     | 236.929    |
| São Miguel do Anta   | 7 045                     | 152.276    |
| Teixeiras            | 11 836                    | 166.519    |
| Viçosa               | 78 381                    | 299.397    |
| Total                | 170 962                   |            |